# 滇南羊耳蒜
滇南羊耳蒜（学名：Liparis siamensis），为兰科羊耳蒜属下的一个植物种。
种加名 siamensis 意为“暹罗的”。